# Georges Lazare Berger de Charancy
Georges Lazare Berger de Charancy, né le 24 octobre 1689 à Autun (Saône-et-Loire) et mort le 14 février 1748 à Montpellier (Hérault), est un ecclésiastique qui est successivement évêque de Saint-Papoul (Aude) puis évêque de Montpellier.

## Biographie
Charles Berger est le fils de René Berger seigneur de Charancy dans la paroisse de Saint-Didier-sur-Arroux en Bourgogne et de Jeanne Dubled. Destiné à la vie religieuse après avoir fait ses études chez les Sulpiciens, il fait une brillante carrière ecclésiastique. Il est tonsuré le 18 décembre 1707, il reçoit les ordres mineurs le 22 décembre 1709 le sous-diaconat en 1713 et il est enfin ordonné prêtre le 17 mars 1714. Il entre alors sous la protection de Henri-Pons de Thiard de Bissy évêque de Meaux. Il est reçu docteur en théologie en 1719 et devient Grand chantre, archidiacre, chanoine du chapitre et enfin vicaire général du diocèse de Meaux. Grâce à l'intercession de son protecteur, il est désigné comme évêque de Saint-Papoul le 8 avril 1735, confirmé le 27 juin, il reçoit la consécration épiscopale du cardinal de Bissy, le 25 septembre  suivant. Il commence alors son combat contre le Jansénisme.
Trois ans après le 22 avril 1738, il est promu à l'évêché de Montpellier et confirmé le 3 septembre. Dans son nouveau diocèse, il prend dès le 1er mars 1739 un mandement contre l'influence janséniste qui avait mis à profit « l'indulgence » de son prédécesseur pour se développer. Il complète son action par un second mandement du 1er juillet 1742 qui suscite la protestation de plusieurs prêtres du diocèse au synode de Marseille du 12 juillet 1742. Il obtient un arrêt du Conseil d'État en sa faveur le 26 avril 1743 qui lui permet de mettre fin à cette opposition. En 1740, il avait reçu en commende l'abbaye de Boulbonne.
Charles Berger de Charancy, meurt brutalement dans son lit au cours de la nuit du 10 au 11 février 1748.